# Akronym
Akronym či akronymum (slovo pochází z řečtiny – ἄκρος akros „krajní“ a ὄνομα onoma „jméno“) je druh zkratky, která nebývá – na rozdíl od běžných zkratek – hláskována, a lze ji tedy přečíst jako jedno slovo, potažmo i skloňovat. Stejně jako ostatní zkratky vzniká zpravidla spojením počátečních písmen několika slov.
Akronymy jsou převážně zkrácené názvy institucí, firem, organizačních složek apod. (UNESCO, NATO, IKEA, OSPOD, BESIP, Čedok, ROPID, Drutěva, Semafor, gestapo, Stasi), politických stran (ANO, STAN, TOP 09), systémů nebo událostí (PID) případně věcí (laser, modem, MOSFET, radar) nebo vědeckých termínů (AIDS, MERS, SARS, Covid-19), ale mohou to být též zkratky vytvořené z počátečních písmen slov (většinou) anglických frází (ASAP, IMHO, LOL atp.) – tento druh akronymů se hojně rozšířil na Internetu, především na chatech, v messengerech apod.
Někdy nejsou akronymy tvořeny striktně pouze z prvních písmen všech zkracovaných slov: v zájmu lepší výslovnosti mohou být přidávána i další písmena, nebo naopak některá (zvláště od předložek a spojek) vypouštěna; případně je upravována i diakritika. Příkladem může být např. URNA (Útvar rychlého nasazení).
V češtině je výslovnost akronymů (i těch původem cizojazyčných) zpravidla česká (NATO – [nato] a nikoliv [neitou]), vzhledem k ustáleným zvyklostem čtení tím ovšem může docházet ke znepřesnění (YMCA – [imka], a nikoliv [imca], ASCII – [aski], a nikoliv [asci´i]). V některých případech je však výslovnost přebírána z původního jazyka (IFOR – [aifor], a nikoliv [i:for], laser – [lejzr], a nikoliv [laser]) nebo je nejednotná (AIDS – [ajc] i [ejc]).
Existují případy, kdy je možné dané slovo považovat jak za zkratku, tak za akronym a podle toho je také číst. Zde již záleží na osobních preferencích čtenáře, resp. na kontextu (ČVUT – [čé-vé-ú-té], ale i [čvut][zdroj?]). A naopak existují případy, kdy je dané slovo sice možné číst jako akronym, ale byla dána přednost jeho hláskování jako zkratce (HIV – [há-í-vé] a nikoliv [hif]).
Oblíbené a účinné jsou takové akronymy, které zároveň mají význam slova, které buď přímo, nebo nepřímo souvisí s plným významem zkratky, a tak buď posiluje, nebo ironizuje jeho význam. Například zkratka RADIUS naznačuje dosah služby na dálku, zkratka útvaru URNA tento asociovaný význam posiluje dojem ostrosti a nebezpečnosti. Mezinárodní rok dítěte (1979) v Československu na rozdíl od MDD (1. června) nebo MDŽ (8. března) nebyl označován zkratkou kvůli jejímu nežádoucímu významu a stylové příznakovosti.
 Není neobvyklé, že plný název je záměrně přizpůsoben tomu, aby tvořil vhodnou zkratku. V některých případech zase původní základní slovo začalo být později chápáno či vykládáno jako zkratka, tento jev se někdy označuje anglickým termínem backronym. Například název podniku Tesla, pojmenovaného původně podle Nikoly Tesly, začal být v době socialismu vykládán jako zkratka technika slaboproudá či mnohem ironičtěji jako technicky slabé.
Ministr vnitra Ivan Langer označení projektu e-governmentu Czech POINT vyložil jako Český podací ověřovací informační národní terminál. Název se čte [čekpoint], stejně jako angl. check-point – ohlašovna.
Speciálním případem může být:
- akrostich, který se ale používá častěji jen jako slovní hříčka
- rekurzivní zkratka, kde je zkratka použita jako jedno z počátečních písmen, např. GNU's Not Unix! (GNU) nebo PHP: Hypertext Preprocessor (PHP)
- akronym akronymu, kde alespoň jedno z počátečních písmen zastupuje další zkratku, např. density independent pixel (dip), kde pixel je sám o sobě zkratka (picture element); AB2 – ABCS Brigade and Below, kde ABCS = Air Battle Command System; nebo AES – Airborne ELINT System, ELINT = Electronic Intelligence atd.